# Klára Langer
Klára Langer, née le 23 janvier 1912 à Budapest et morte le 20 mai 1973 dans la même ville, est une photographe hongroise.

## Biographie
Klára Langer obtient un brevet de photographe en 1937, après avoir suivi une formation en peinture à l'école d'István et en dessin publicitaire auprès de György Nemes à Budapest. 
Au début des années 1930, par l'entremise de la photographe Kata Sugár, elle rejoint le Groupe des artistes socialistes. Elle devient dans les mêmes années assistante photographe dans le studio d'Emery Révész-Biro, avant de poursuivre sa formation artistique auprès de Marian Reismann. Langer photographie alors, en Hongrie, en Transylvanie et dans d'autres pays européens, la misère sociale et la pauvreté. Ce travail photographique se caractérise par une « exceptionnelle densité dramatique, soulignée par les tons sombres et de forts contrastes ombres-lumières ». 
La Grande Dépression la pousse à quitter la Hongrie et à s'installer à Paris en 1938, où elle travaille pour différents journaux de gauche. Le déclenchement de la Seconde Guerre mondiale la contraint à regagner la Hongrie, où elle réalise des publicités pour l'entreprise de cosmétiques Exotic. Durant le conflit, elle confectionne de faux papiers, et entreprend un travail photographique autour des enfants orphelins de guerre.  
À la fin de la guerre, elle participe aux campagnes de propagande de la reconstruction de la Hongrie, et travaille à partir de 1950 chez Magyar Fotó. De 1950 à 1972, elle enseigne la photographie au Lycée des Beaux-Arts et des Arts industriels. Elle développe sa photographie portraitiste en photographiant des artistes et des écrivains dans une série intitulée Beaux Vers et pour la revue hebdomadaire Tükör avec qui elle collabore à partir de 1964. En 1956, elle participe à la création de l'Association des photographes hongrois.  

## Hommage
En 1961, une rétrospective de son travail est organisée à Budapest. Klára Langer se voit attribuer en 1962 un prix honorifique pour l'ensemble de son œuvre .